# حافلات القاطرات في طهران
حافلات قاطرات طهران (اللغة الفارسية: سامانهٔ اتوبوس برقی تهران) هو نظام نقل عام سريع يتكوّن من حافلات مُكونة من قاطرات ترتبط معًا، يخدم مدينة طهران، عاصمة إيران، بجاتب مترو طهران. بدأ تشغيل هذه الحافلات في عام 1992 م، وهي نظام الحافلات الكهربائية الوحيد في إيران. في أقصى امتداد له، كان النظام يشتمل على خمسة مسارات، تخدمها ما لا يقل عن 65 حافلة قاطرات. أُغلق النظام في عام 2013 م للصيانة، وأُعيد فتحه في عام 2016 بطريق واحد وأسطول مكون من حوالي 30 سيارة سكودا 15Tr حديثة. في عام 2025 م، أُفيد بأن نظام حافلات القاطرات قد أُغلق في وقت ما خلال النصف الثاني من عام 2024 م، حيث اُستبدلَت هذه الحافلات بحافلات كهربائية صينية الصنع من نوع هايغر.

## التاريخ
بدأ النظام عملياته في 14 سبتمبر 1992، على طريق حوالي 7 كـم (4.3 ميل) في الطول، بين ميدان الإمام الحسين (ساحة الإمام الحسين) ومحطة الشرق، ويمتد على طول دماوند خيابان (شارع دماوند). اُفتتح النظام بأسطول مكون من 35 حافلة ترولي مفصلية من طراز ز سَكودا 15Tr، وفي عام 1992 وصلت 30 حافلة أخرى من نفس النوع لتوسيع الأسطول إلى 65 مركبة. ثم تطور النظام الجديد مع افتتاح العديد من الطرق والامتدادات الأخرى.
في عام 2014، اكتشف الزائرون أن النظام قد توقف عن العمل، وبحلول شهر تشرين الأول على الأقل، أُزيلَت جميع الأسلاك. وقد حُدد لاحقًا أن الإغلاق قد حدث على ما يبدو في وقت ما من عام 2013، ولكن التاريخ الدقيق لا يزال غير معروف. كان هناك حوالي 10 حافلات قاطرات لا تزال مخزنة في المرأب الجنوبي في تشرين الأول 2014. على الرغم من أنه تم الإبلاغ بعد الإغلاق عن التخطيط لعودة الحافلات الكهربائية، لم يكن هناك أي مؤشر، في ذلك الوقت، على ما إذا كانت هذه الحافلات ستكون عبارة عن حافلات قاطرات أو نوع آخر من الحافلات الكهربائية.
في عام 2016، اكتشف أحد زوار المدينة في شهر أيار أن النظام قد أُعيد فتحه، وقيل له إن هذا حدث في 21 آذار 2016 أو بعده بفترة وجيزة. تفيد التقارير بأنه جُددَت حوالي 30 مركبة لإعادة فتح النظام، وقد لُوحظَت بعد أيار 2016. في نيسان 2018، وجد أحد الزوار أن الخدمة قد مُددَت مرة أخرى على طول قسم آخر مغلق سابقًا، بحوالي 2.5 كـم (1.6 ميل)، مما يجعل المسار الإجمالي قيد التشغيل حوالي 4.3 كـم (2.7 ميل) طويل. رُصدَت إحدى عشر حافلة قاطرة جديدة في الخدمة.

## الخطوط

### في العقد 2000
اعتبارًا من عام 2005 م، كانت حافلات القاطرات تعمل على خمسة طرق، تبدأ جميعها في ميدان الإمام الحسين (ساحة الإمام الحسين)، بالقرب من محطة الإمام الحسين في خط مترو طهران رقم 2. بلغ إجمالي طول الطريق، دون احتساب الأقسام المشتركة، 13.9 كيلومتر (8.6 ميل).

#### الخطوط الشمالية الشرقية
كان الخطان 1 و2، المتجهان نحو الشمال الشرقي، يعملان بالكامل تقريبًا في مسار حافلات منفصل يقع في منتصف الطريق الواسع (على طول دماوند خيابان)، ويتوقفان فقط عند محطات مخصصة لهذا الغرض تقع كل 500 متر تقريبًا، مما يجعل هذه المسارات فعليًا عبارة عن حافلات قاطرات سريعة التردد (ولكن لم يتم تسميتها بهذا الاسم رسميًّا).
كان الخط الأول هو الطريق الرئيس المتجه إلى الشمال الشرقي، وكان طوله 6.9 كـم (4.3 ميل) طويل. كان الخط 2 خطًا سريعًا يتبع نفس المسار، لكنه يخدم عددًا أقل من المحطات. وكان كلا الخطان ينتهيات في محطة الشرق. في وقت ما بين عام 2005 وخريف عام 2010، أُغلق كلا الطريقين، وأُزيلَت الأسلاك الخاصة بهما.

#### الخطوط الجنوبية
كانت خطوط حافلات القاطرات الثلاثة الأخرى (الخطوط 3 و4 و5) تسير جنوبًا من ميدان الإمام حسين على طول هفده شهريور (شارع شهريور) وتعمل في حركة مرور مختلطة. ويُخدم قسمي الطريق من خلال خدمات التوقف المحدود والخدمات المحلية (التي تتوقف في جميع الأوقات).
انتهى الخط الثالث في ميدان جرسان، واستمر الخط الرابع جنوبًا حتى بزرجرة بعثت. يتفرع الخط الخامس من محطة هيفداه شهريور على طول شارع خيابان شوش، وينتهي في البداية عند ميدان شوش، وهو موقع محطة مترو شوش على خط المترو رقم 1.
مُددَ 3.2 كـم (2.0 ميل) الخط الخامس من ميدان شوش إلى ميدان راه آهان (ساحة راه آهان) وافتُتحَت محطة السكة الحديد هناك في آذار 2010 م. ومع ذلك، في تاريخ غير معروف بعد ذلك، حُول ميدان الإمام الحسين إلى منطقة للمشاة، وقُلصَت خدمة حافلات القاطرات بنحو 1 كم إلى ميدان الشهداء.  أدى هذا إلى حرمان نظام حافلات القاطرات من دورها الرئيس باعتبارها اتصالًا سطحيًا سريعًا بمحطة المترو في ميدان الإمام الحسين، مما تسبب في انخفاض في عدد الركاب والذي يُعتقد أنه كان عاملاً في قرار الإغلاق حوالي عام 2013 م.

### أواخر العقد 2010
أُعيد فتح النظام في 21 آذار 2016 أو بعده بفترة وجيزة. وفي أيار 2016، كانت الخدمة الأشهر التي لوحظت في الخدمة هي طريق بطول 1.8 كم بين ميدان خراسان (ساحة خراسان) وبروزرجرة بعثات. وأفادت التقارير أنه من المخطط إجراء توسعات. في نيسان 2018، اكتشف أحد الزوار أن الخدمة قد مُددت من ميدان خراسان إلى ميدان الشهداء، وهو إعادة تشغيل قسم سابق من الطريق، باستخدام أسلاك علوية متجددة، مما أضاف ما يقرب من 2.5 كـم (1.6 ميل) إلى طول الطريق.

## الأسطول

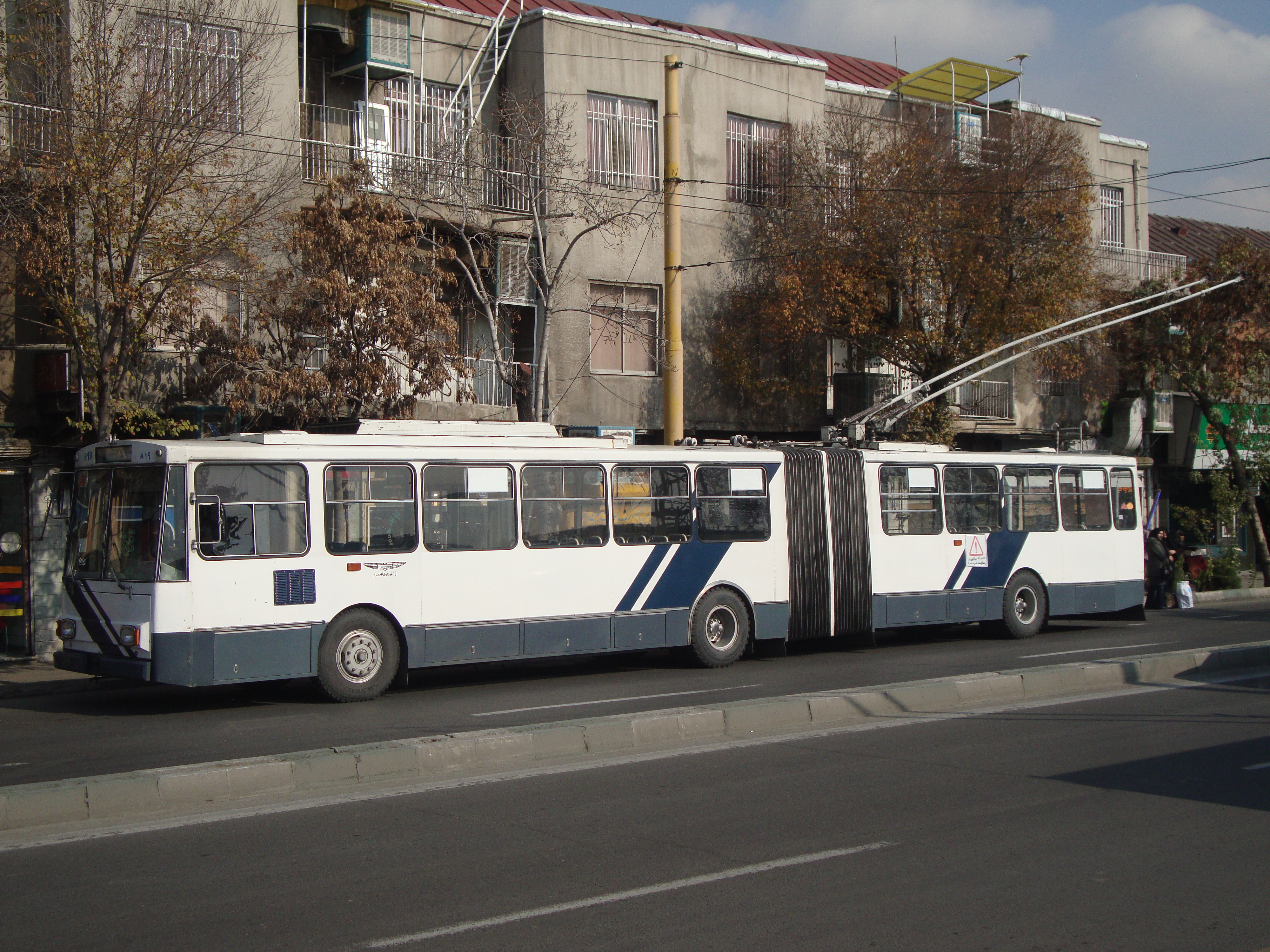
شكودا 15Tr في ساحة راه أهان (2011)

كان العمود الفقري لأسطول حافلات الترولي في طهران هو 65 حافلة مفصلية من طراز سَكودا 15Tr،  ويُعتقد أن حوالي 30 منها ستكون صالحة للخدمة في عام 2016.
صُنعَت سيارات سكودا في تشيكوسلوفاكيا آنذاك في عام 1991 (أرقام الأسطول 794-828) وفي عام 1992 (أرقام الأسطول 921-950).
حوالي عام 2006، صُنعَ نموذج أولي لمركبة ذات محورين؛ وكانت تعتمد على سيارة فولفو B10M.
في تاريخ غير معروف بعد تعليق العمل في عام 2013، بدأت أعمال تجديد بعض حافلات القاطرات من طراز 15Tr، حيث جُددَت حوالي 30 حافلة بحلول عام 2016، عندما أُعيد فتح النظام. وشمل العمل تحديث واجهتها الأمامية والخلفية واستبدال النوافذ الجانبية بأخرى ملونة وملصقة. وقد أُعيد طلائها أيضًا بطبقة جديدة من اللون الأبيض بشكل عام، باستثناء اللون الأسود حول النوافذ، مع "وميض أصفر" على طول الجانب وتظليل أزرق في بعض الأجزاء.

## مرأب الحافلات
قبل تعليق العمل في عام 2013 م، كانت حافلات القاطرات في طهران متمركزة في مرأبين؛ وكان من الممكن التمييز بين المجموعتين من المركبات من خلال ألوانها.
كانت حافلات الفاطرات المستخدمة في الخطين 1 و2 باللون الأخضر والأصفر والأبيض (اللون الأصلي للنظام) وكانت متمركزة في المرأب الشمالي الشرقي، في محطة الشرق. كانت هذه هي المركبات التي أُنتجَت في عام 1992 م، والتي تحمل أرقام الأسطول في الغالب في سلسلة 900.
كانت خطوط التشغيل 3 و4 و5 ذات ألوان زرقاء وبيضاء (في بعض الحالات مع لمسات صفراء) ومقرها في المرأب الجنوبي، بالقرب من بزرغره بعثت. لقد حملوا أرقام أسطول السلسلة 800 (مركبات عام 1991).
في النظام الذي أعيد افتتاحه في عام 2016 م، لم يُستخدم منذئذٍ سوى المرأب الجنوبي، بالقرب من بزرغره بيسات.

## طالع أيضًا
- قائمة أنظمة القاطرات باص[الإنجليزية]
- حافلات النقل السريع في طهران
- مترو طهران

## روابط خارجية
- مدينة الترولي باص: طهران (إيران) TrolleyMotion. (بالألمانية، مع ترجمة آلية إلى الإنجليزية ولغات أخرى متوفرة في الموقع)
- Tehran قاعدة بيانات/ معرض الصور and Tehran trolleybus list في النقل الكهربائي الحضري - بمختلف اللغات، بما في ذلك اللغة الإنجليزية.

35°42′5″N 51°26′53″E / 35.70139°N 51.44806°E